# Мадхва
Мадхва, также известный как Мадхвачарья, Пурна Прагнья, Ананда Тиртха (другое написание Анандатиртха; 1238—1317), — великий индуистский философ и проповедник, основатель религиозно-философской традиции двайта (дуализм) или таттвавада, являющейся одной из центральных монотеистических школ Веданты вайшнавского канона. В самой традиции таттвавада Мадхва почитается как воплощение Ваю. Такое утверждение основывается, в первую очередь, на содержании Баллитха-сукты «Ригведы», а также на жизнеописании самого Мадхвы — «Сумадхва-виджая», составленном признанным выдающимся автором данной традиции Нараяна Пандитачарьей.
Мадхве принадлежит более 40 сочинений, из которых наиболее известными являются его комментарии к Брахма-сутрам Вьясы, «Бхагавад-гите» и основным Упанишадам, комментарии к отдельным частям (суктам) «Ригведы» и «Махабхарате» (последний также известен как «Махабхарата-татпарья-нирная»).

## Критика
Поскольку двайта резко отличается от всех других религиозно-философских систем Индии из-за принятых в ней представлений об изначальном неизменном предопределении душ, ряд исследователей усматривает в данном факте вероятность того, что эти представления проникли в неё из ислама.

По мнению Сарвепалли Радхакришнана,
Все его работы создают впечатление, что он исходит более из пуран, чем из «Прастханатрайи», упанишад, «Бхагавадгиты» и «Брахма-сутры». Мадхве не так легко истолковывать эти авторитетные работы в духе своей дуалистической метафизики. Мадхва приходит к конфликту со многими священными высказываниями, когда он стремится подогнать их под дуализм.